# Ernst Riedlsperger
Ernst Riedlsperger (9 gennaio 1963) è un ex sciatore alpino austriaco, vincitore della Coppa Europa nel 1981 e di una medaglia d'argento iridata.

## Biografia
Sciatore polivalente oiginario di Zell am See, Riedlsperger ottenne il primo successo in campo internazionale in occasione degli Europei juniores di Madonna di Campiglio 1980, dove vinse la medaglia d'argento nella combinata, e nella successiva stagione 1980-1981 conquistò la Coppa Europa generale e si piazzò 3º nella classifica di discesa libera. In Coppa del Mondo ottenne il primo piazzamento l'8 dicembre 1981 ad Aprica in slalom gigante arrivando 6º e tale risultato sarebbe rimasto il migliore di Riedlsperger nel massimo circuito; ai successivi Mondiali di Schladming 1982 fu 8º nella combinata, mentre nella Coppa Europa 1982-1983 fu 3º sia nella classifica generale, sia in quella di slalom gigante. Ai Mondiali di Bormio 1985 conquistò la medaglia d'argento nella combinata, suo ultimo piazzamento iridato, e il 17 marzo dello stesso anno ottenne a Panorama in supergigante l'ultimo piazzamento in Coppa del Mondo (11º); ai Campionati austriaci 1988 conquistò la medaglia d'oro nella combinata, suo ultimo piazzamento agonistico. Non prese parte a rassegne olimpiche.

## Palmarès

### Mondiali
- 1 medaglia:
  - 1 argento (combinata a Bormio 1985)

### Europei juniores
- 1 medaglia:
  - 1 argento (combinata[senza fonte] a Madonna di Campiglio 1980)

### Coppa del Mondo
- Miglior piazzamento in classifica generale: 45º nel 1985

### Coppa Europa
- Vincitore della Coppa Europa nel 1981[1]

### Campionati austriaci
- 5 medaglie[1]:
  - 2 ori (combinata nel 1987; combinata[senza fonte] nel 1988)
  - 2 argenti (slalom gigante nel 1981; combinata nel 1984)
  - 1 bronzo (combinata nel 1982)